# Ouédallah
Ouédallah est une localité du centre de la Côte d'Ivoire et appartenant au département de Mankono, Région du Worodougou. La localité de Ouédallah est un chef-lieu de commune.